# فرودگاه آبی پیکانگیکوم
فرودگاه آبی پیکانگیکوم (به انگلیسی: Pikangikum Water Aerodrome) یک فرودگاه همگانی است که یک باند فرود آب دارد. این فرودگاه در کشور کانادا قرار دارد و در ارتفاع ۳۲۸ متری از سطح دریا واقع شده است.